# Johann Gottfried Piefke
Johann Gottfried Piefke (Skwierzyna, toen nog: Schwerin an der Warthe, 9 september 1815 – Frankfurt (Oder), 25 januari 1884) was een Duits componist, militaire kapelmeester en hoboïst. Hij was de oudere broer van Rudolf Piefke (1835-1900), eveneens componist en militaire kapelmeester. Zij waren beide zonen van de organist en stedelijk musicus Johann Piefke en zijn echtgenote Dorothea.

## Levensloop
Piefke werd op 1 mei 1835 hoboïst bij de Kapelle des Leib-Grenadier-Regiments Nr. 8 te Frankfurt (Oder). Vanaf 1 januari 1838 studeerde hij aan de  Königliche Hochschule für Musik te Berlijn bij onder andere Otto Grell en August Wilhelm Bach (1796-1869). Gedurende zijn studie had hij een verhouding met de Prinses von Trachenberg. Op 1 juni 1843 kwam hij terug tot zijn regiment in het III. Legerkorps. Samen met delen van zijn regiment vertrok hij in 1852 naar Berlijn. Aldaar ontwikkelde hij zijn talent als musicus en zowel van de vakmensen alsook van het publiek werd hij ervoor gewaardeerd. In 1858 telde zijn muziekkorps 40 muzikanten: 2 dwarsfluiten, 1 As-klarinet, 2 Esklarinetten, 6 klarinetten in bes, 2 hobo's, 2 fagotten, 6 trompetten, 2 flügelhorns, 3 eufonium, 4 hoorns, 2 tenortrombones, 2 bastrombones, 3 tuba's en 3 slagwerkers (inclusief pauken).
Op 23 juni (volgens andere bronnen 21 mei) in 1859 werd hij benoemd tot Königlicher Musikdirektor en op 20 maart 1865 werd hij door Koning Wilhelm I van Duitsland tot directeur van de hele muziekkorpsen van het III. Legerkorps bevorderd. In verband met de mobilisatie vertrok hij in 1860 opnieuw naar Frankfurt (Oder) en woonde in de Badergasse 4.
Met zijn regimentskapel heeft hij in 1864 aan de Tweede Duits-Deense Oorlog deelgenomen. Over het innemen van de schansen bij Dybbøl (Duits: Düppel) heeft hij twee marsen gecomponeerd, de Düppeler Sturmmarsch en de Düppel-Schanzen-Sturm-Marsch, die in de marsencollectie van het Pruisische leger opgenomen werden.

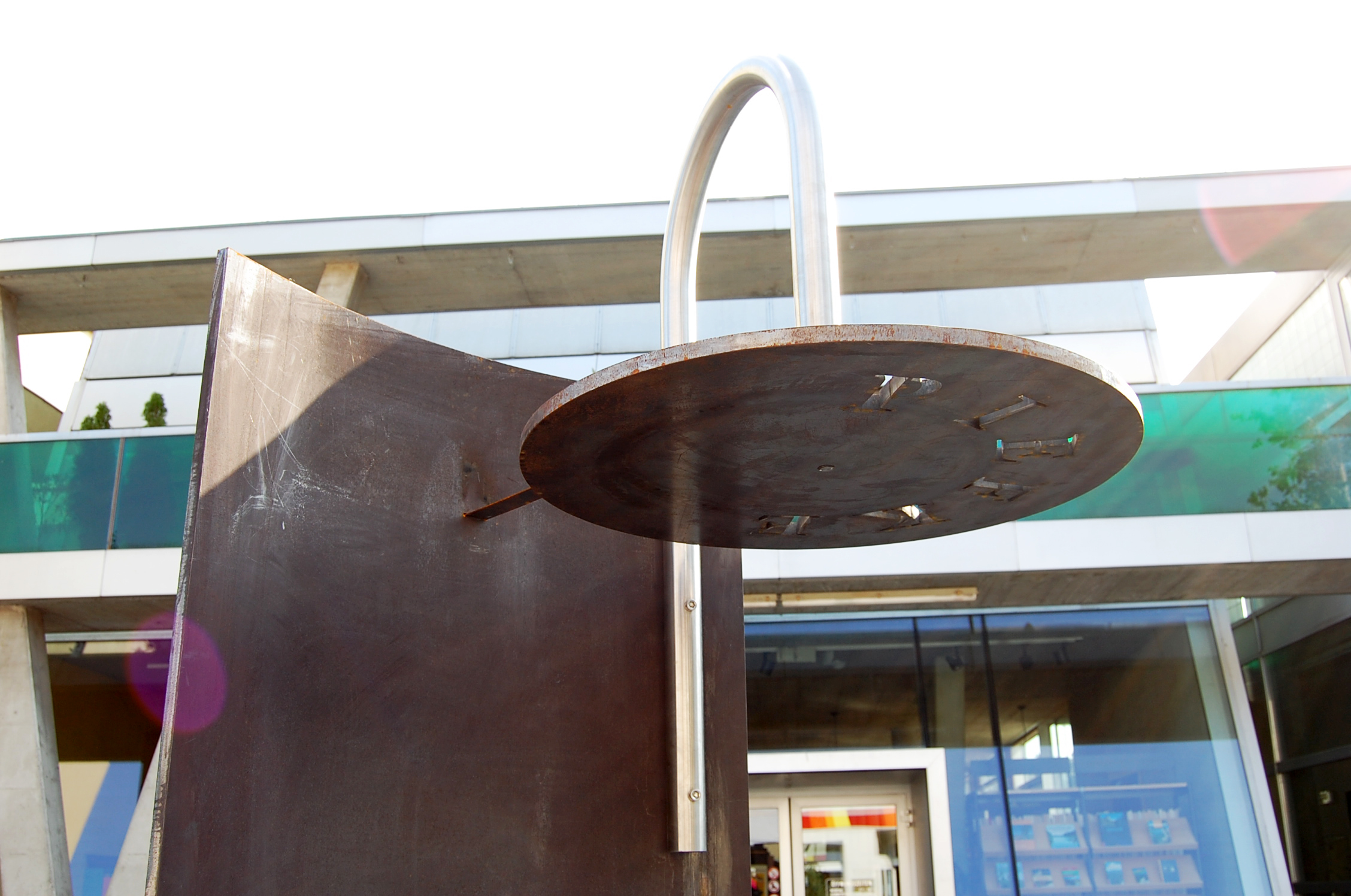
Piefke sculptuur te Gänserndorf

In 1866 was hij met zijn regimentskapel ook in de Duitse Oorlog. Op 31 juli 1866 was er een grote overwinningsparade op het marsveld bij Gänserndorf rond 20 km in het noordoosten van Wenen in aanwezigheid van Koning Wilhelm I van Duitsland. Bij de opmars van de 50.000 Pruisische soldaten marcheerden zowel Johann Gottfried Piefke alsook Rudolf Piefke (1835-1900) voor hun militaire kapellen als kapelmeester. Als reactie hebben de bezoekers uit Wenen uitgeroepen Die Piefkes kommem! (De Piefkes komen!) en daardoor een naam voor alle Pruisen gevonden, die tot nu gebruikt werd.
Gedurende de Frans-Duitse Oorlog (1870/1871) werd Piefke ziek bij het beleg van Metz; hij kon eerst 1871 tot zijn regiment terug,
Na de oorlogsjaren focusseerde zich Piefke voornamelijk op klassieke muziek. Hij gaf in Frankfurt (Oder) talrijke concerten en maakte ook concertreizen. Zijn bewerkingen voor harmonieorkest van de werken van Ludwig van Beethoven, Carl Maria von Weber, Felix Mendelssohn Bartholdy, Giacomo Meyerbeer, Franz Liszt en Richard Wagner kregen een grote waardering in de vakkringen. Als componist schreef hij rond 60 marsen.
Te Gänserndorf werd hem in september 2009 met een "Klank sculptuur uit Cortenstaal" een monument gezet.

## Composities

### Werken voor harmonieorkest
- 1846 Pochhammer-Marsch; AM II, 137
- 1855 Gitana-Marsch; AM II, 164
- 1864 Margarethenmarsch; AM II, 182
- 1864 Düppeler Sturmmarsch; AM II, 185
- 1864 Düppel-Schanzen-Sturm-Marsch; AM II, 186
- 1865 Siegesmarsch; AM II, 189
- 1865 Der Alsenströmer; AM II, 190
- 1865 Der Lymfjordströmer; AM II, 191
- 1866 Königgrätzer-Marsch; AM II, 195[1]
- 1870 Siegesmarsch von Metz
- 1871 Preußens Gloria (Pruisens Gloria); AM II, 240 (was de parademars van het "9e Württembergische Infanterie-Regiment nr. 127" te Ulm)[2]
- 1871 Neuer Pariser Einzugs-Marsch
- Alexandrinen-Marsch
- Erinnerung an Weimar
- Feldpost-Relais-Galopp
- Gitschiner-Marsch
- Herwarth-Marsch
- Im Hochland
- Kaiser-Wilhelm-Sieges-Marsch
- Mairöschen-Galopp
- Spicherer Siegesmarsch
- Wilhelm Friederich Marsch

## Onderscheidingen
- Düppeler Sturmkreuz (Kruis voor de aanval op Dybbøl), 1864
- Gouden medaille van de keizer Frans Jozef I van Oostenrijk van Oostenrijk-Hongarije, 1865
- Huisorde van Hohenzollern op  18 januari 1869
- IJzeren Kruis (1870) 2e klasse
- Kroonorde (Pruisen) 4e klasse, 1880

## Media
1. ↑  Königgrätzer-Marsch door het Grote Teutonia blaasorkest
2. ↑  Preußens Gloria door een International muziekkorps o.l.v. Lieutenant-Colonel Guillermo Opazo Luna (Chili) tijdens een festival in Canada 2004. Gearchiveerd op 5 mei 2023.

- Bibsys: 7048462
- Biblioteca Nacional de España: XX4428774
- Bibliothèque nationale de France: cb13807992m (data)
- Catàleg d'autoritats de noms i títols de Catalunya: 981058518803106706
- CiNii: DA12624637
- Gemeinsame Normdatei: 134484924
- International Standard Name Identifier: 0000 0001 1617 2825
- Library of Congress Control Number: n89644496
- Nationale Bibliotheek van Letland: 000305967
- MusicBrainz: e0ac0c17-ca14-4f21-9c3f-97ffe2fc5cac
- Bibliotheek van het Japanse parlement: 001182109
- Nationale Bibliotheek van Tsjechië: mzk2014838460
- Virtual International Authority File: 33606892
- WorldCat: E39PBJbGQThc6376WPwBVFJMT3